# Jean-Marie Drot
Jean-Marie Drot (Nancy, 2 marzo 1929 – Chatou, 23 settembre 2015) è stato uno scrittore francese.

## Biografia
È stato consigliere culturale all'Ambasciata di Francia ad Atene dal 1982 al 1984 e direttore di Villa Medici dal 1985 al 1994.
Durante gli anni '50 ha diretto diversi film sull'arte come The Children of Varsavia del 1956, in collaborazione con Roman Polański.
Negli anni '60 ha realizzato 14 film per la televisione sulla vita artistica della prima metà del secolo Les heures chaudes de Montparnasse: Drot è autore di un'opera audiovisiva catalogata dall'I.N.A. di oltre 200 film tra cui vanno ricordate le serie L'Art et les hommes e Journaux de voyages.
Ha scritto numerosi romanzi e recensioni.

## Opere
- Jean-Marie Drot, Une Mort difficile, ed. R. Laffont Montrouge, 1961;
- Jean-Marie Drot, Le temps des desillusions ou le retour d'ulysse manchot, ed. Stock, 1971;
- Jean-Marie Drot, " La Longue nuit des amants frileux", Éd. du Crabe, 1974;
- Jean Marie Drot ," journal de voyage:Chez les peintres de la fête et du Vaudou en Haïti ". Editions Skira, Genève 1974;
- Jean Marie Drot "Voyage au Pays des Naïfs", Editions Hatier, Fribourg 1986;
- Jean Marie Drot "Peintures et Dessins-Vaudou d'Haïti, Académie de France à Rome", ed. De Luca/Arnoldo Mondadori, Rome 1986;
- a cura di Jean-Marie Drot "Museo immaginario di Arturo Carmassi : Villa Medici : prima cosmogonia : hommage a Andre Malraux : 3 dicembre 1986-1987 gennaio 26.", catalogo , Roma 1986;
- Jean-Marie Drot, "Femme-Lumière",ed. Deleatur, 2000;
- Jean-Marie Drot, "Joseph Delteil, prophète de l'an 2000",ed. Imago, 2013